# 怪廚博士
怪廚博士（ザ・シェフ），又譯鐵腕神廚，是由劍名舞原作、加藤唯史作畫的日本漫畫，自1985年起連載於《週刊漫畫ゴラク》，單行本全41冊。2004年開始於《別冊漫畫ゴラク》開始連載續篇《怪廚博士－新章》，單行本全20冊。2012年起於《別冊漫畫ゴラク》開始連載最終章《怪廚博士－終章》，於2013年10月完結。之後以《怪廚博士ALIVE》為名不定期刊載。
本作曾於1995年時改編成電視劇，名為夢幻料理人。

## 概要
名為味澤 匠的自由廚師在各地為了各家餐廳及廚師解決難題。主角的髮型、服裝、收取超乎常理的費用以及故事風格，都十分神似手塚治虫的名作《怪醫黑傑克》，作者也表示想在作品中表現「料理漫畫版的怪醫黑傑克」

## 主角
味澤 匠（あじさわ たくみ）
自由料理人，有天才般的料理技術，但卻不受雇於任何餐廳、自己也沒有開店，經常受到委託並解決其在料理或餐廳經營上的難題，而且會收取超高額的報酬。

## 電視劇
自1995年10月21日播放至同年12月16日，共九集，由東山紀之主演，在設定上做了些許變更、添加了許多超乎常識的料理手法。